# Wilhelm August Wohlbrück

Wilhelm August Wohlbrück, um 1840

Wilhelm August Wohlbrück (* 1795 in Hannover; † 28. Juli 1848 in Riga) war ein deutscher Schauspieler und Librettist.

## Leben
Wilhelm August Wohlbrück war (nach Gustav Friedrich) der zweite Sohn des Schauspielers Johann Gottfried Wohlbrück. 1826/27 war Wilhelm August Wohlbrück in Magdeburg engagiert, später auch in Riga, wo er an der Cholera starb.

## Werk
Wohlbrück schrieb vier Libretti für Opern seines Schwagers Heinrich Marschner:
- Der Vampyr, Leipzig 1828
- Der Templer und die Jüdin, Leipzig 1829
- Des Falkners Braut, Leipzig 1831
- Der Bäbu, Hannover 1838

Das Libretto zu Der Vampyr beruht auf dem Schauspiel Der Vampyr oder die Todten-Braut von Heinrich Ludwig Ritter (1822) und auf dem Melodrama The Vampire von James Planché, die beide Bearbeitungen der Erzählung Der Vampyr von John Polidori sind. Der Templer und die Jüdin geht auf Walter Scotts Ritterroman Ivanhoe zurück. Im Bäbu verarbeitete er den Briefroman Journal of a Voyage from Calcutta to Van Diemen’s Land von Augustus Prinsep, den dessen Witwe Elizabeth herausgegeben hat.
Während Der Vampyr und Der Templer und die Jüdin im 19. Jahrhundert weltweit Erfolge feiern konnten, blieben die beiden weiteren Marschner-Opern wie auch Heinrich Dorns Oper Der Schöffe von Paris (Riga 1838) ohne größere Resonanz.

## Rezeption
Auf der Oper Der Vampyr beruht die Fernseh-Miniserie The Vampyr: A Soap Opera der BBC von 1992.